# القوات الجوية السويسرية
القوات الجوية السويسرية (بالإنجليزية: Swiss Air Force)‏ هي السلاح الجوي للقوات المسلحة السويسرية، والتي أنشئت في 31 يوليو 1914 كجزء من الجيش وفي أكتوبر 1936 أصبحت وحدة مستقلة.